# My Little Pony - Equestria Girls - Sunset's Backstage Pass
My Little Pony - Equestria Girls - Sunset's Backstage Pass è uno speciale televisivo animato in Flash basato sul franchise Hasbro My Little Pony - Equestria Girls, e appartenente al ciclo dell'omonima serie animata, spin-off di My Little Pony - L'amicizia è magica. Sceneggiato da Whitney Ralls e diretto da Ishi Rudell e Katrina Hadley, è il quarto di una serie di mediometraggi televisivi andati in onda tra il 2018 e il 2019 sul canale televisivo Discovery Family.
Trasmesso il 27 luglio 2019, è il sequel di Spring Breakdown e il precedente a Holidays Unwrapped.

## Trama
Sunset Shimmer e Pinkie Pie, eccitate per il concerto della band PostCrush allo "Starswirled Music Festival", si ritrovano espulse dal festival per aver provocato un incidente. Sunset, delusa e irritata con Pinkie, si ritira in solitudine, dove viene coinvolta in un misterioso effetto magico. Questo la costringe a rivivere ogni giorno la giornata appena trascorsa, serbando lei sola i ricordi dei cicli precedenti (come nella commedia Ricomincio da capo di Harold Ramis). Venuta a sapere da Princess Twilight che queste ripetizioni sono causate da un artefatto proveniente da Equestria, assieme a Pinkie va in cerca dell'oggetto, inizialmente sospettandolo in possesso delle Dazzlings, anch'esse presenti al festival. Dopo aver infine scoperto che le colpevoli sono K-Lo e Su-Z, ossia le PostCrush, Sunset e Pinkie riescono a distruggere l'amuleto e a porre fine al ciclo temporale. Le PostCrush, che avevano fatto uso dell'oggetto nel tentativo di creare un concerto perfetto, accettano finalmente di rinunciare alla perfezione, e si esibiscono per un'ultima volta davanti ai fan assieme a Sunset e a Pinkie.

## Doppiatori

### Cast originale
- Rebecca Shoichet: Sunset Shimmer
- Tara Strong: Twilight Sparkle
- Ashleigh Ball: Rainbow Dash e Applejack
- Andrea Libman: Pinkie Pie e Fluttershy
- Tabitha St. Germain: Rarity e Annunciatrice
- Lili Beaudoin: Kiwi Lollipop (K-Lo)
- Mariee Devereux: Supernova Zap (Su-Z)
- Kazumi Evans: Adagio Dazzle
- Diana Kaarina: Aria Blaze
- Maryke Hendrikse: Sonata Dusk
- Kathleen Barr: Puffed Pastry
- Lee Tockar: Snips

## Canzoni
Oltre alla colonna sonora di William Anderson, Sunset's Backstage Pass include due canzoni:
| Titolo         | Testo                                      | Musica                                     | Durata |
| -------------- | ------------------------------------------ | ------------------------------------------ | ------ |
| Find the Magic | Jessica Vaughn, Jess Furman, Jarl Aanestad | Jessica Vaughn, Jess Furman, Jarl Aanestad | 2:01   |
| True Original  | Jessica Vaughn, Jess Furman, her0ism       | Jessica Vaughn, Jess Furman, her0ism       | 1:49   |

## Libro
Prima della messa in onda dello speciale, un adattamento della storia sotto forma di libro intitolato My Little Pony: Equestria Girls: Make Your Own Magic: Starswirl Do-Over, di Whitney Ralls, è stato pubblicato il 5 febbraio 2019.

## Pubblicazione
Sunset's Backstage Pass è andato in onda in prima TV su Discovery Family il 27 luglio 2019. Analogamente agli speciali precedenti, a partire dal 17 settembre l'episodio è in corso di pubblicazione in forma episodica sul canale YouTube "My Little Pony Official".
A oggi non è stata pubblicata nessuna versione italiana dello speciale.

### Episodi
| Episodio | Titolo originale                | Pubblicazione (Stati Uniti) | Durata   | Durata |
| Episodio | Titolo originale                | Pubblicazione (Stati Uniti) | parziale | totale |
| -------- | ------------------------------- | --------------------------- | -------- | ------ |
| 1        | Sunset’s Backstage Pass: Part 1 | 17 settembre 2019           | 7:44     | 7:44   |
| 2        | Sunset’s Backstage Pass: Part 2 | 22 settembre 2019           | 7:43     | 15:27  |
| 3        | Sunset’s Backstage Pass: Part 3 | 24 settembre 2019           | 7:44     | 23:11  |
| 4        | Sunset’s Backstage Pass: Part 4 | 29 settembre 2019           | 7:43     | 30:54  |
| 5        | Sunset’s Backstage Pass: Part 5 | 6 ottobre 2019              | 7:43     | 38:37  |